# Mark Gangloff
Mark Daniel Gangloff (Buffalo (New York), 8 juni 1982) is een Amerikaanse voormalige zwemmer die gespecialiseerd was in de schoolslag. Hij vertegenwoordigde zijn vaderland op de Olympische Zomerspelen 2004 in Athene en de Olympische Zomerspelen 2008 in Peking.

## Carrière
Bij zijn internationale debuut, op de Pan-Amerikaanse Spelen 1999 in Winnipeg, veroverde Gangloff de bronzen medaille op de 200 meter schoolslag.
Op de Pan Pacific kampioenschappen zwemmen 2002 in Yokohama behaalde de Amerikaan een finaleplaats op de 100 meter schoolslag en werd hij uitgeschakeld in de halve finales van de 200 meter schoolslag. Tijdens de Pan-Amerikaanse Spelen 2003 in Santo Domingo veroverde Gangloff de gouden medaille op de 100 meter schoolslag, op de 4x100 meter wisselslag sleepte hij samen met Peter Marshall, Benjamin Michaelson en Nicholas Brunelli de gouden medaille in de wacht.
Op de Amerikaanse Olympische Trials 2004 in Long Beach plaatste de Amerikaan zich door middel van een tweede plaats op de 100 meter schoolslag voor de Olympische Zomerspelen 2004 in Athene, op de 200 meter schoolslag redde hij het met een vijfde plaats niet. In Athene eindigde Gangloff als vierde op de 100 meter schoolslag. Op de 4x100 meter wisselslag zwom hij samen Lenny Krayzelburg, Michael Phelps en Neil Walker naar een finaleplaats. In de finale werd het kwartet vervangen door Aaron Peirsol, Brendan Hansen, Ian Crocker en Jason Lezak, dit viertal haalde het goud binnen voor de Verenigde Staten. Door deze prestatie mocht Gangloff de gouden medaille in ontvangst nemen voor zijn inspanningen in de series. Voor eigen publiek, in Indianapolis, nam de Amerikaan deel aan de Wereldkampioenschappen kortebaanzwemmen 2004. Op dit toernooi werd hij uitgeschakeld in de halve finales van de 50 meter schoolslag en in de series van de 100 meter schoolslag. Op de 4x100 meter wisselslag hielp hij samen met Peter Marshall, Benjamin Michaelson en Nicholas Brunelli zijn ploeg aan een finaleplaats. In de finale haalden Peirsol, Hansen, Crocker en Lezak de wereldtitel binnen, waardoor ook Gangloff de gouden medaille in ontvangst mocht nemen.

### 2005-2008
Op de Wereldkampioenschappen zwemmen 2005 in Montreal, sleepte Gangloff de zilveren medaille in de wacht op de 50 meter schoolslag en strandde hij in de series van de 100 meter schoolslag. Op de 4x100 meter wisselslag zwom hij samen met Randall Bal, Michael Phelps en Neil Walker in de series, in de finale veroverden Aaron Peirsol, Brendan Hansen, Ian Crocker en Jason Lezak de wereldtitel. Voor zijn inspanningen in de series ontving Gangloff de gouden medaille.
In Victoria nam de Amerikaan deel aan de Pan Pacific kampioenschappen zwemmen 2006, op dit toernooi eindigde hij als negende op de 100 meter schoolslag. Tijdens de Pan-Amerikaanse Spelen 2007 in Rio de Janeiro, Brazilië veroverde Gangloff de zilveren medaille op de 100 meter schoolslag. Samen met Randall Bal, Ricky Berens en Andrew Grant sleepte hij de gouden medaille in de wacht op de 4x100 meter wisselslag.
Op de wereldkampioenschappen kortebaanzwemmen 2008 in Manchester veroverde de Amerikaan de zilveren medaille op de 50 meter schoolslag en eindigde hij als vierde op de 100 meter schoolslag, op de 200 meter schoolslag strandde hij in de series. Samen met Randall Bal, Ryan Lochte en Nathan Adrian sleepte hij de zilveren medaille in de wacht op de 4x100 meter wisselslag. Tijdens de Amerikaanse Olympische Trials 2008 in Omaha eindigde Gangloff als tweede op de 100 meter schoolslag, waardoor hij zich plaatste voor de Spelen, en strandde hij in de halve finales van de 200 meter schoolslag. In Peking eindigde Gangloff als achtste op de 100 meter schoolslag. Op de 4x100 meter wisselslag zwom Gangloff in de series, samen met Matt Grevers, Ian Crocker en Garrett Weber-Gale. In de finale zorgden Aaron Peirsol, Brendan Hansen, Michael Phelps en Jason Lezak ervoor dat Gangloff, net als in Athene, een gouden medaille in ontvangst mocht nemen.

### 2009-heden
In Rome nam de Amerikaan deel aan de wereldkampioenschappen zwemmen 2009, op dit toernooi sleepte hij de bronzen medaille in de wacht op de 50 meter schoolslag en werd hij uitgeschakeld in de halve finales op de 100 meter schoolslag. Samen met Matt Grevers, Tyler McGill en Nathan Adrian vormde hij een team in de series van de 4x100 meter wisselslag, in de finale veroverden Aaron Peirsol, Eric Shanteau, Michael Phelps en David Walters de wereldtitel. Voor zijn aandeel in de series ontving Gangloff eveneens de gouden medaille.
Op de Pan Pacific kampioenschappen zwemmen 2010 in Irvine legde Gangloff beslag op de zilveren medaille op de 50 meter schoolslag en op de bronzen medaille op de 100 meter schoolslag, op de 4x100 meter wisselslag sleepte hij samen met Aaron Peirsol, Michael Phelps en Nathan Adrian de gouden medaille in de wacht. Tijdens de wereldkampioenschappen kortebaanzwemmen 2010 in Dubai strandde de Amerikaan in de halve finales van zowel de 50 als de 100 meter schoolslag. Samen met David Plummer, Tyler McGill en Josh Schneider zwom hij in de series van de 4x100 meter wisselslag, in de finale veroverden Nick Thoman, Mihail Alexandrov, Ryan Lochte en Garrett Weber-Gale de wereldtitel. Voor zijn inspanningen in de series werd Gangloff beloond met eveneens een gouden medaille.
In Shanghai nam Gangloff deel aan de wereldkampioenschappen zwemmen 2011, op dit toernooi eindigde hij als zesde op de 50 meter schoolslag en als achtste op de 100 meter schoolslag. Op de 4x100 meter wisselslag legde hij samen met Nick Thoman, Michael Phelps en Nathan Adrian beslag op de wereldtitel.

## Internationale toernooien
| Jaar | Olympische Spelen                                                         | WK langebaan                                                                               | WK kortebaan                                                                                    | PanPacs                                              | Pan-Ams                             |
| ---- | ------------------------------------------------------------------------- | ------------------------------------------------------------------------------------------ | ----------------------------------------------------------------------------------------------- | ---------------------------------------------------- | ----------------------------------- |
| 1999 |                                                                           |                                                                                            |                                                                                                 | geen deelname                                        | 200m schoolslag                     |
| 2000 | geen deelname                                                             |                                                                                            |                                                                                                 |                                                      |                                     |
| 2001 |                                                                           | geen deelname                                                                              |                                                                                                 |                                                      |                                     |
| 2002 |                                                                           |                                                                                            | geen deelname                                                                                   | F 100m schoolslag HF 200m schoolslag                 |                                     |
| 2003 |                                                                           | geen deelname                                                                              |                                                                                                 |                                                      | 100m schoolslag · 4x100m wisselslag |
| 2004 | 4e 100m schoolslag · 4x100m wisselslag · Gangloff zwom enkel in de series |                                                                                            | 9e 50m schoolslag · 20e 100m schoolslag · 4x100m wisselslag · Gangloff zwom enkel in de series  |                                                      |                                     |
| 2005 |                                                                           | 50m schoolslag · 9e 100m schoolslag · 4x100m wisselslag · Gangloff zwom enkel in de series |                                                                                                 |                                                      |                                     |
| 2006 |                                                                           |                                                                                            | geen deelname                                                                                   | 9e 100m schoolslag                                   |                                     |
| 2007 |                                                                           | geen deelname                                                                              |                                                                                                 |                                                      | 100m schoolslag · 4x100m wisselslag |
| 2008 | 8e 100m schoolslag · 4x100m wisselslag · Gangloff zwom enkel in de series |                                                                                            | 50m schoolslag · 4e 100m schoolslag · 15e 200m schoolslag · 4x100m wisselslag                   |                                                      |                                     |
| 2009 |                                                                           | 50m schoolslag · 11e 100m schoolslag · 4x100m wisselslag · Gangloff zwom enkel de series   |                                                                                                 |                                                      |                                     |
| 2010 |                                                                           |                                                                                            | 12e 50m schoolslag · 11e 100m schoolslag · 4x100m wisselslag · Gangloff zwom enkel in de series | 50m schoolslag · 100m schoolslag · 4x100m wisselslag |                                     |
| 2011 |                                                                           | 6e 50m schoolslag · 8e 100m schoolslag · 4x100m wisselslag                                 |                                                                                                 |                                                      | geen deelname                       |
| 2012 | geen deelname                                                             |                                                                                            | geen deelname                                                                                   |                                                      |                                     |
| 2013 |                                                                           | geen deelname                                                                              |                                                                                                 |                                                      |                                     |

## Persoonlijke records

### Kortebaan
| Afstand         | Tijd  | Datum         | Plaats     |
| --------------- | ----- | ------------- | ---------- |
| 50m schoolslag  | 26,54 | 13 april 2008 | Manchester |
| 100m schoolslag | 58,14 | 10 april 2008 | Manchester |

### Langebaan
| Afstand         | Tijd  | Datum        | Plaats       |
| --------------- | ----- | ------------ | ------------ |
| 50m schoolslag  | 26,86 | 29 juli 2009 | Rome         |
| 100m schoolslag | 59,01 | 7 juli 2009  | Indianapolis |